# Иллюстрированный человек (фильм)
«Иллюстрированный человек»  (англ. The Illustrated Man), варианты перевода названия: «Разрисованный человек», «Человек в картинках» — американский цветной художественный фильм, снятый в жанре фантастики. Это экранизация четырёх рассказов из одноимённого сборника Рэя Брэдбери: «Человек в картинках», «Вельд», «Завтра конец света» и «Нескончаемый дождь».
Фильм попал в «Книгу рекордов Гиннесса» в качестве рекордсмена по длительности ежедневного нанесения сценического макияжа. Главный гримёр Гордон Бау и команда из восьми помощников потратили десять часов на нанесение временных татуировок на тело Рода Стайгера плюс ещё один полный день на татуировки на его руках, ногах и нижней части тела.

## Сюжет
Молодой человек встречает на берегу реки странного мужчину, тело которого сплошь покрыто татуировками. Как оказывается, эти татуировки связаны с необычными и даже пугающими историями.

## В ролях
| Актёр            | Роль    |
| ---------------- | ------- |
| Род Стайгер      | Карл    |
| Клэр Блум        | Фелиция |
| Роберт Дривас    | Вилли   |
| Дон Даббинс      | Пикард  |
| Джейсон Эверс    | Симмонс |
| Тим Уэлдон       | Джон    |
| Кристина Мэтчетт | Анна    |
| Пого             | Пеке    |